# Hyotissa
Hyotissa is een geslacht van tweekleppigen uit de familie van de Gryphaeidae.

## Soorten
- Hyotissa hyotis (Linnaeus, 1758)
- Hyotissa inermis (G. B. Sowerby II, 1871)
- Hyotissa mcgintyi (Harry, 1985)
- Hyotissa numisma (Lamarck, 1819)
- Hyotissa quercina (G. B. Sowerby II, 1871)
- Hyotissa sinensis (Gmelin, 1791)